# Enterro celestial

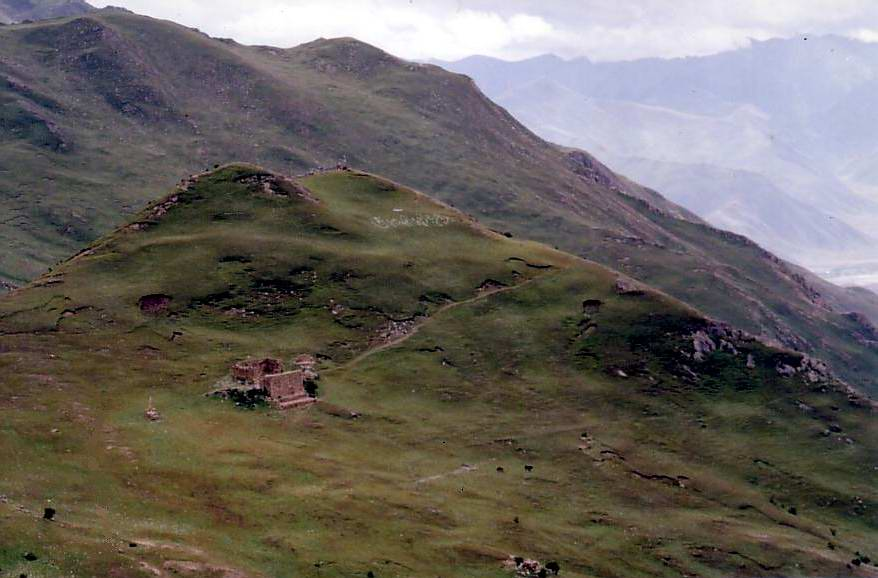
Um local destinado a enterros celestiais no vale de Yerpa, no Tibete

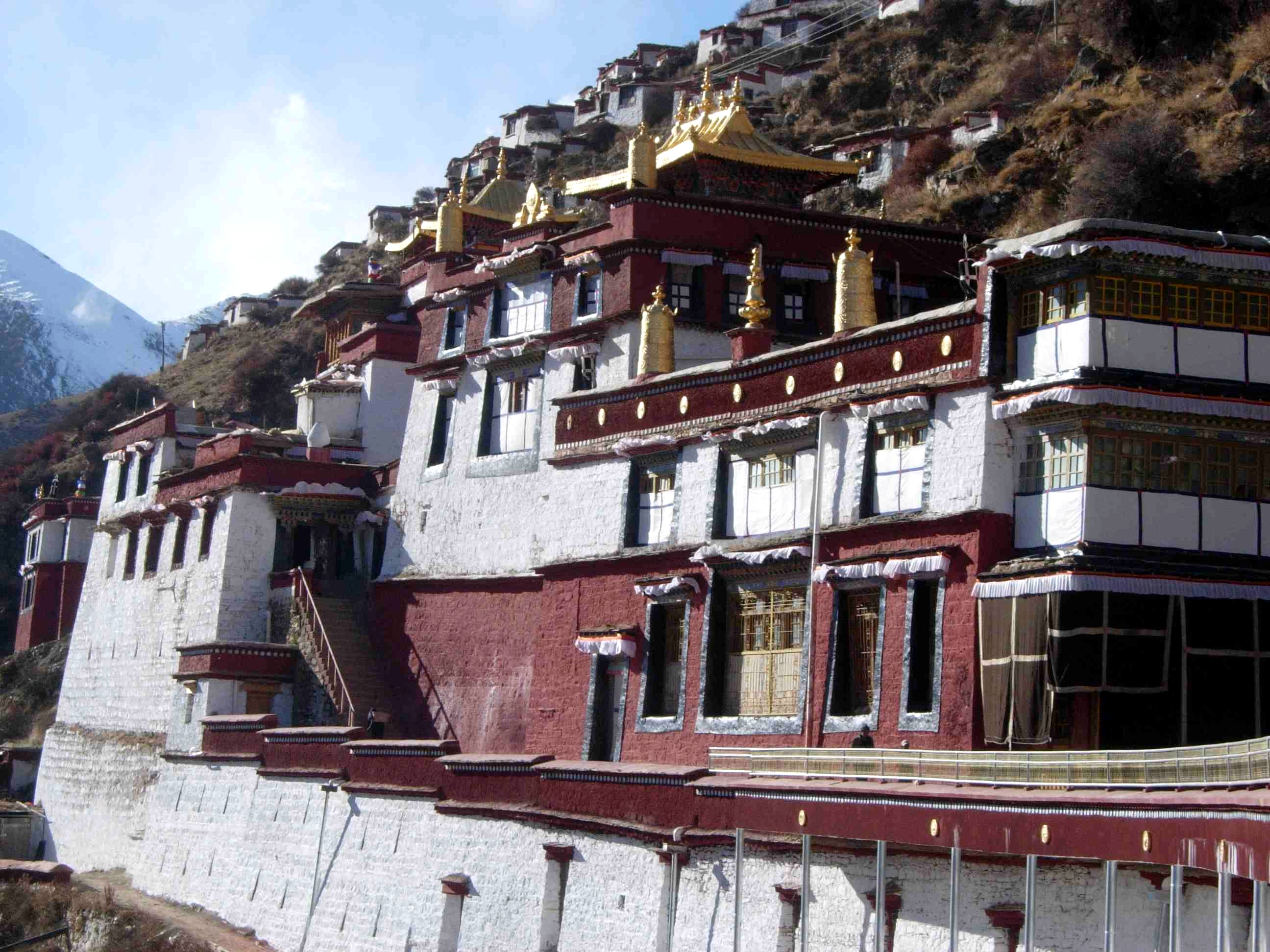
Monastério de Drikung, um mosteiro tibetano famoso por realizar enterros celestiais.

Enterro celestial (Tibetano:  བྱ་གཏོར་, bya gtor, lit. "espalhamento pelas aves") é um tipo de funeral na qual um cadáver humano é colocado no topo de uma montanha para se decompor , enquanto exposto aos elementos ou para ser comido por animais, especialmente por aves carniceiras. É um tipo determinado de prática geral de excarnação. É praticado nas região autônoma chinesa do Tibete, e nas províncias de Qinghai, Sichuan, e na Mongólia Interior, bem como na Mongólia, Butão e em partes da Índia junto aos Himalaias, tais como Sikkim e Zanskar. Os locais de preparação e de realização do enterro celestial são descritos no Vajrayana Budista. Há práticas similares praticadas pela religião zoroastrista, nas quais o corpo da pessoa é exposto aos elementos e às aves de rapina em estruturas de pedra chamadas Dakhma (Torres do Silêncio). Poucos lugares continuam a realizar a prática, em função da discriminação e da marginalização, da urbanização e da dizimação das populações de abutres.
A maioria do povo tibetano e muitos mongóis aderem ao budismo vajrayana, que professa a transmigração dos espíritos. Não há necessidade de preservação do corpo, uma vez que este agora se tornou um recipiente vazio. As aves podem comê-lo e/ou a natureza pode decompô-lo. A função do enterro celestial é simplesmente dar a mais generosa destinação possível aos corpos (a fonte do nome tibetano original). Em boa parte do Tibete e de Qinghai, o solo é duro e rochoso demais para cavar uma cova e por causa da escassez de combustível e lenha, os enterros celestiais são tipicamente muito mais práticos que a tradicional prática budista da cremação. No passado, a cremação estava limitada aos altos lamas e a alguns outros dignitários, mas a tecnologia moderna e as dificuldades com os enterros celestiais levaram a um uso crescente desse método pelas pessoas comuns.
Dentre outros povos que realizavam práticas correlatas aos enterros celestiais estavam no Cáucaso: georgianos, abecazes e adyghes, colocavam os corpos em um troncos de árvores ocas.

## História e desenvolvimento
Os enterros celestiais tibetanos parecem ter evoluído a partir de práticas antigas de descarnar os cadáveres como foi descoberto nos achados arqueológicos na região. Essas práticas provavelmente surgiram de considerações de ordem prática, mas eles também poderiam ser relacionadas a práticas cerimoniais semelhantes similares encontradas em Göbekli Tepe (11.500 anos antes do presente) e Stonehenge (4.500 anos antes do presente).   A maior parte do Tibete está acima da linha de árvores e a escassez de madeira torna a cremação economicamente inviável. Além disso, a subsuperfície da partida é difícil, pois a camada ativa não possui mais do que alguns centímetros de profundidade, com rocha sólida ou permafrost (pergelissolo) sob a superfície.
O costume foi registrado pela primeira vez em um tratado budista datado do século XII, que é popularmente conhecido como o Livro dos Mortos (o Bardo Thodol). O tantra tibetano parece ter influenciado o procedimento. O corpo é cortado de acordo com as instruções dadas por um lama ou adepto.

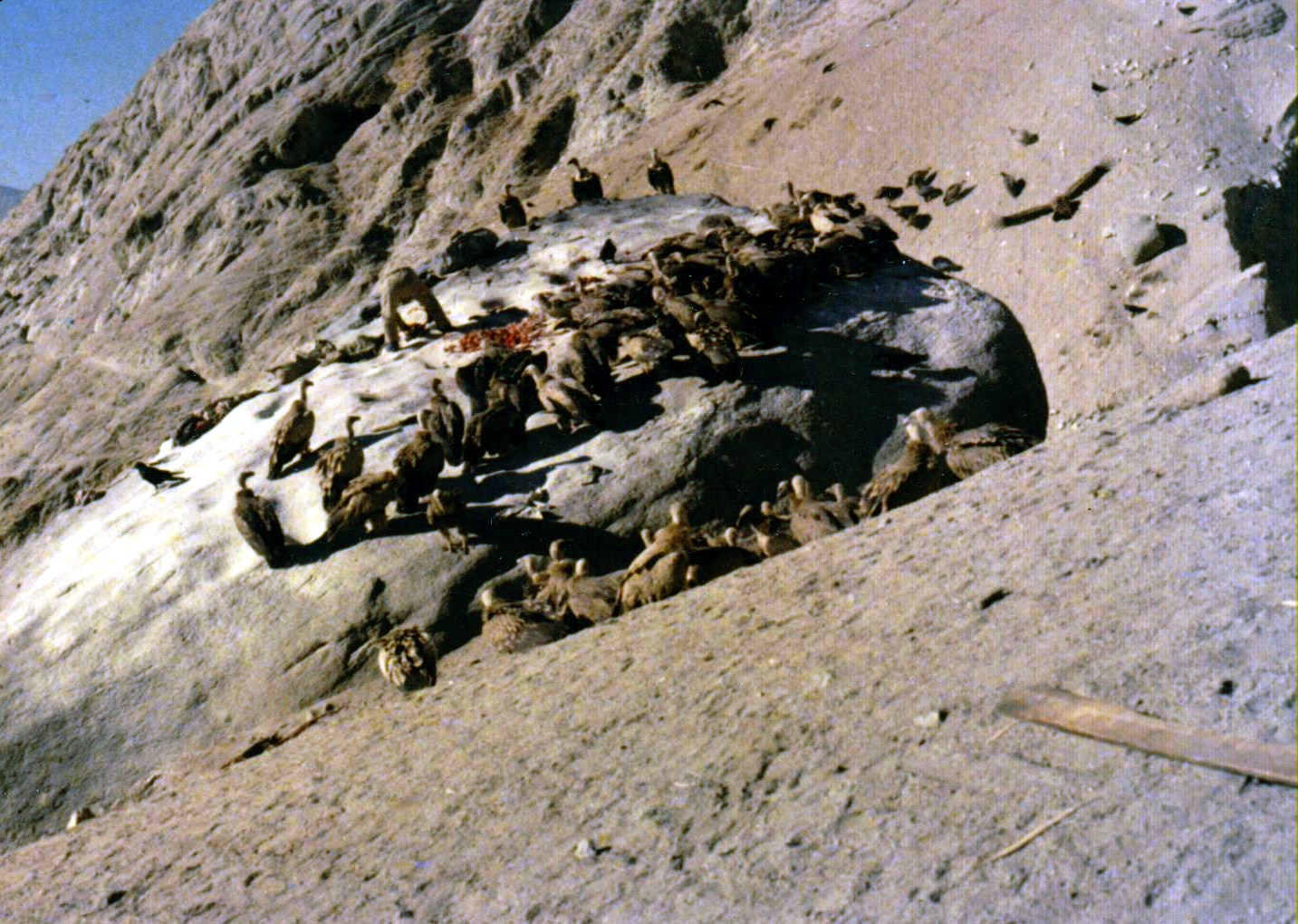
Abutres alimentando-se dos pedaços cortados de um corpo durante um enterro celestial em 1985, em Lhasa, no Tibete

Os mongóis tradicionalmente enterravam seus mortos (às vezes com sacrifícios humanos ou de animais para os chefes mais ricos), mas os tümed adotaram o enterro celestial após a sua conversão ao budismo tibetano sob o reinado de Altan Khan, durante a Dinastia Ming e outros grupos, posteriormente, converteram-se sob a Dinastia Qing, sob os líderes manchus.
O enterro celestial foi inicialmente tratado como um superstição primitiva e um problema de saneamento básico pelos governos comunistas, tanto o da República Popular da China quanto pelo da Mongólia; os dois países fecharam muitos templos e a China proibiu a prática completamente a partir da Revolução Cultural em meados da década de 1960 até a década de 1980. Durante este período, os enterros celestiais  foram considerados entre os Quatro Velhos, que era o termo usado pelos comunistas para descrever ideias, costumes e culturas antiproletárias. Como resultado destas políticas, muitos corpos simplesmente eram enterrados ou jogados em rios. Muitas famílias acreditavam que as almas dessas pessoas nunca iriam escapar do purgatório e tornaram-se fantasmas. No entanto, os enterros celestiais continuaram a ser praticados em áreas rurais e até receberam proteção oficial nos últimos anos. No entanto, a prática continua a diminuir, por uma série de razões, incluindo restrições sobre as suas práticas perto de áreas urbanas e a diminuição dos números de abutres nos distritos rurais. Finalmente, os costumes tibetanos determinam que o iaque que transportar o corpo para até o lugar dos enterros celestiais deve ser libertado, fazendo com que o rito torne-se muito mais caro do que o serviço em um crematório.

## Propósito e significado

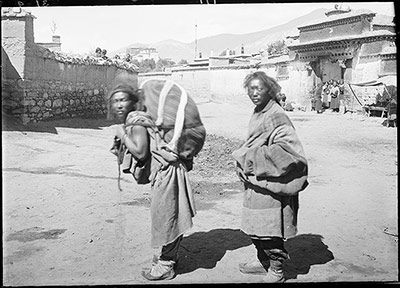
Cadáver sendo carregado a partir de Lhasa para um enterro celestial por volta de 1920

Para os budistas tibetanos, o enterro celestial e a cremação são exemplos para o ensino da impermanência da vida. Jhator é considerado um ato de generosidade para com o falecido, desde que o falecido e os parentes que ele deixou estão fornecendo alimentos para sustentar os seres vivos. Tal generosidade e compaixão por todos os seres são importantes virtudes no Budismo.

## Iconografia Vajrayana
A tradição e o costume do jhator conferiram à medicina tradicional tibetana e à iconografia thangka um grande conhecimento das entranhas e do funcionamento interior do corpo humano. Peças do esqueleto humano eram utilizadas em ferramentas rituais. Os "ornamentos simbólicos de ossos" (sânscrito: aṣṭhiamudrā; tibetano: rus pa'i rgyanl phyag rgya) também são conhecidos como "mudra" ou 'selos'. O Hevajra Tantra identifica os ornamentos simbólicos com as Cinco Sabedorias e Jamgon Kongtrul em seu comentário para o Hevajra Tantra explica isso melhor.

## Preparação

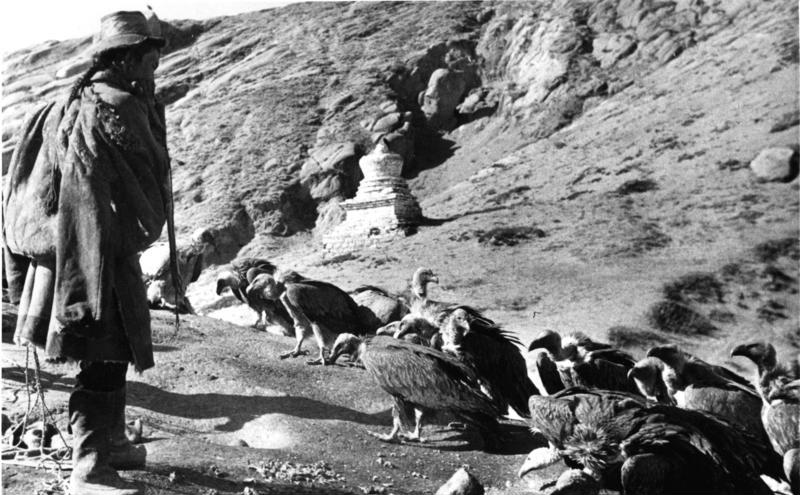
Foto do Bundesarchiv, datada de 1938, mostrando um enterro celestial

Um jhator tradicional é realizado em locais especificados no Tibete (e arredores tradicionalmente ocupados por Tibetanos). O Mosteiro de Drikung é um dos três mais importantes lugares para a prática do jhator. O procedimento ocorre em uma grande rocha plana utilizado para o efeito. O lugar (durtro) é sempre mais alto do que seus arredores. Ele pode ser muito simples, consistindo apenas de uma pedra, ou pode ser mais elaborado, incorporando templos e estupas (chorten em Tibetano).
Os familiares poderão permanecer nas imediações durante o jhator, possivelmente, em um lugar onde eles não possam vê-lo diretamente. O jhator ocorre geralmente ao amanhecer. O procedimento completo do jhator  (como descrito abaixo) é elaborado e caro. Aqueles que não podem pagar. simplesmente colocam os seus falecidos no alto de uma rocha, onde o corpo se decompõe ou é comido pelas aves e outros animais em geral.

## Procedimento

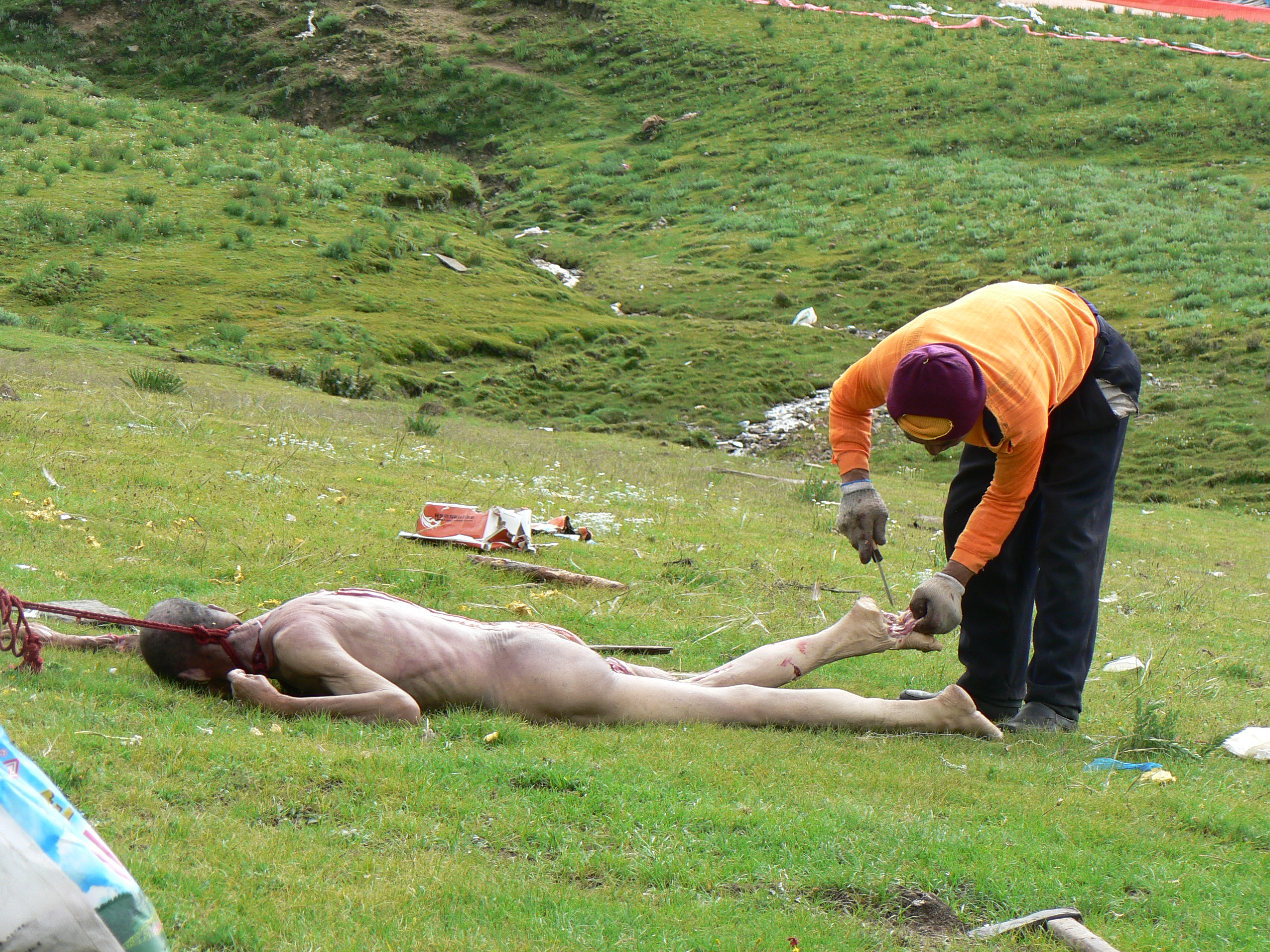
Um corpo sendo preparado para um enterro celestial em Sichuan.

De acordo com a maioria dos relatos, aos abutres é dado todo o corpo. Em seguida, quando apenas os ossos permanecem, estes são quebrados com marretas, moídos com tsampa (farinha de cevada com chá e manteiga de iaque ou leite), e dado aos corvos e falcões que esperaram a partida dos abutres.

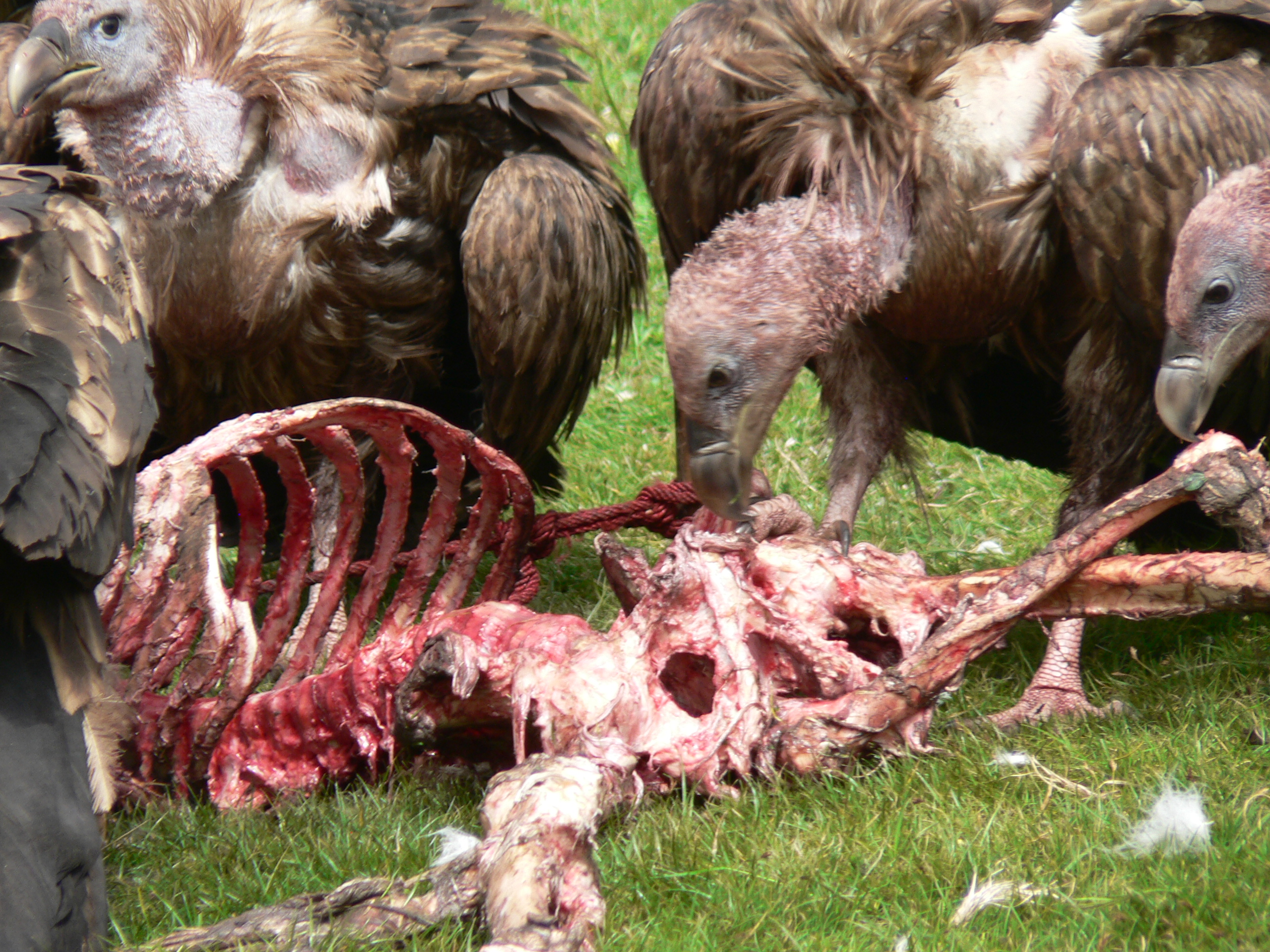
Após a alimentação dos abutres, restam os ossos

Os relatos dos observadores variam. A seguinte descrição é montada a partir de vários relatos de observadores dos Estados Unidos e da Europa. As referências aparecem no final.

### Participantes
Antes do procedimento, os monges podem entoar mantras  em volta do corpo e queimarem incenso de junípero, embora as atividades cerimoniais muitas vezes tenham ocorrido no dia anterior.
O trabalho de desmontagem do corpo pode ser feito por um monge, ou, mais comumente, por rogyapas ("quebradores de corpos").
Todos os relatos de testemunhas comentam o fato de que os rogyapas não executam a sua tarefa com gravidade ou cerimônia: ao contrário, conversavam e riam como em qualquer outro tipo de trabalho braçal. De acordo com os ensinamentos budistas, isso torna mais fácil para a alma do falecido para mover-se do incerto plano entre a vida e a morte para a próxima vida.
Alguns relatos referem-se aos indivíduos que realizam os enterros celestiais como "tokden", que é o tibetano para "mestre de enterros celestiais". Mesmo que um Todken tenha um importante papel nos ritos mortuários, eles muitas vezes são pessoas de baixo status social e, por vezes, são  pagos diretamente pelas famílias dos falecidos.

### Desmontando o corpo
A espécie que contribui para o ritual é o grifo, uma espécie do abutre do Velho Mundo (ordem Accipitriformes, família Accipitridae, nome científico Gyps fulvus).
Em locais onde existem vários enterros celestiais a cada dia, as aves, por vezes, têm de ser estimuladas a comer, o que pode ser feito com um ritual de dança. Considera-se um mau presságio se os abutres não comem, ou se até mesmo uma pequena porção do corpo é deixada após as aves voarem. Nestes casos, acredita-se que o indivíduo que está sendo enterrado celestialmente cometeu tantos pecados que seu corpo é considerado muito sujo para se comer ou de que a família do falecido não conseguiu observar os rituais adequados.

## Diferença com o zoroastrismo
A prática do enterro celestial difere da crença zoroastrista, uma vez que acreditava que o corpo morto deveria ser colocado em estruturas especialmente dedicadas para ser consumido por aves de rapina, porque a inumação ou  a incineração dos corpos tornavam a água e o solo impuros, o que é proibido nessa religião.